# Macrobrachium japonicum
Espèce
Statut de conservation UICN

 LC  : Préoccupation mineure
Macrobrachium japonicum est une crevette de rivière du genre Macrobrachium.